# HMS Wessex (R78)
HMS Wessex (R78) là một tàu khu trục lớp W được Hải quân Hoàng gia Anh Quốc chế tạo trong Chương trình Khẩn cấp Chiến tranh của Chiến tranh Thế giới thứ hai. Sống sót qua cuộc xung đột, nó được xuất biên chế năm 1946, chuyển cho Hải quân Nam Phi năm 1950 để phục vụ như là chiếc SAS Jan van Riebeeck. Con tàu được cải biến một phần thành một tàu frigate nhanh chống tàu ngầm Kiểu 15 vào những năm 1960, ngừng hoạt động năm 1975 và bị đánh chìm như một mục tiêu năm 1980.

## Thiết kế và chế tạo
Con tàu được đặt hàng vào ngày 3 tháng 12 năm 1941 như một phần của Chi hạm đội Khẩn cấp 9, và được chế tạo tại xưởng tàu của hãng Fairfield Shipbuilding and Engineering Company ở Govan, Glasgow, Scotland. Nguyên được đặt lườn như là chiếc HMS Zenith vào ngày 25 tháng 10 năm 1942, nó được đổi tên thành HMS Wessex vào tháng 1 năm 1943, trước khi được hạ thủy vào ngày 2 tháng 10 năm 1943 và nhập biên chế cùng Hải quân Hoàng gia Anh vào ngày 11 tháng 5 năm 1944.

## Lịch sử hoạt động

### Chiến tranh Thế giới thứ hai
Sau khi hoàn tất, Wessex gia nhập Chi hạm đội Khu trục 3 trực thuộc Hạm đội Nhà, rồi được bố trí cùng chi hạm đội để hộ tống các tàu chiến chủ lực của Hạm đội Nhà trong Chiến dịch Neptune, hoạt động hỗ trợ từ xa cho cuộc Đổ bộ Normandy vào ngày 6 tháng 6 năm 1944. Đến tháng 7, nó được điều sang Chi hạm đội Khu trục 27 và chuẩn bị để phục vụ cùng Hạm đội Đông. Sau khi được tái trang bị tại Portsmouth vào tháng 8, nó khởi hành vào ngày 4 tháng 8 cùng tàu chị em HMS Whelp để gia nhập Hạm đội Đông tại Ceylon.
Trong tháng 9 và tháng 10, Wessex hộ tống các đoàn tàu vận tải tại Ấn Độ Dương, và được bố trí trong thành phần hộ tống cho các tàu sân bay Anh tham gia các Chiến dịch Millet, Outflank và Meridian. Sang năm 1945, nó được điều sang Hạm đội Thái Bình Dương, nơi nó tiếp tục hộ tống và bảo vệ tàu bè, cũng như trải qua một số giai đoạn làm nhiệm vụ cột mốc radar. Vào cuối chiến tranh, nó được đại tu tại Auckland, New Zealand.

### Sau chiến tranh
Sau khi chiến tranh kết thúc, Wessex tạm thời được sử dụng trong các chiến dịch hồi hương binh lính Đồng Minh thuộc nhiều quốc tịch trong chiến tranh, và hỗ trợ các lực lượng chiếm đóng cho đến ngày 27 tháng 10. Nó sau đó quay trở về Anh ngang qua Australia, và về đến Devonport vào ngày 28 tháng 12. Con tàu được cho ngừng hoạt động vào tháng 1 năm 1946 và đưa về lực lượng dự bị tại Plymouth. Nó được chuyển đến Simonstown, Nam Phi vào năm 1948 nhưng vẫn tiếp tục bị bỏ không.
Wessex được chuyển cho Hải quân Nam Phi vào ngày 29 tháng 3 năm 1950 và được đổi tên thành Jan van Riebeeck. Nó được hiện đại hóa và được cải biến một phần thành một tàu frigate từ năm 1964 đến năm 1966. Nó tiếp tục phục vụ cho đến năm 1978, khi nó được đưa vào danh sách loại bỏ, và cuối cùng bị đánh chìm như một mục tiêu tên lửa vào ngày 25 tháng 3 năm 1980.